# Conjectura de Catalan
A conjectura de Catalan foi feita pelo matemático belga Eugène Charles Catalan em 1844, e afirma que 8 e 9 (23 e 32) são as únicas potências consecutivas (excluindo 0 e 1). Em outras palavras, a equação Catalan para primos p & q e inteiros positivos x & y :
xp -  yq = 1
tem apenas a uma solução:
32 -23 =1
Ela foi provada inicialmente em 2002 pelo matemático Preda Mihăilescu, e é agora conhecida como Teorema de Mihăilescu.